# Joe Shulman

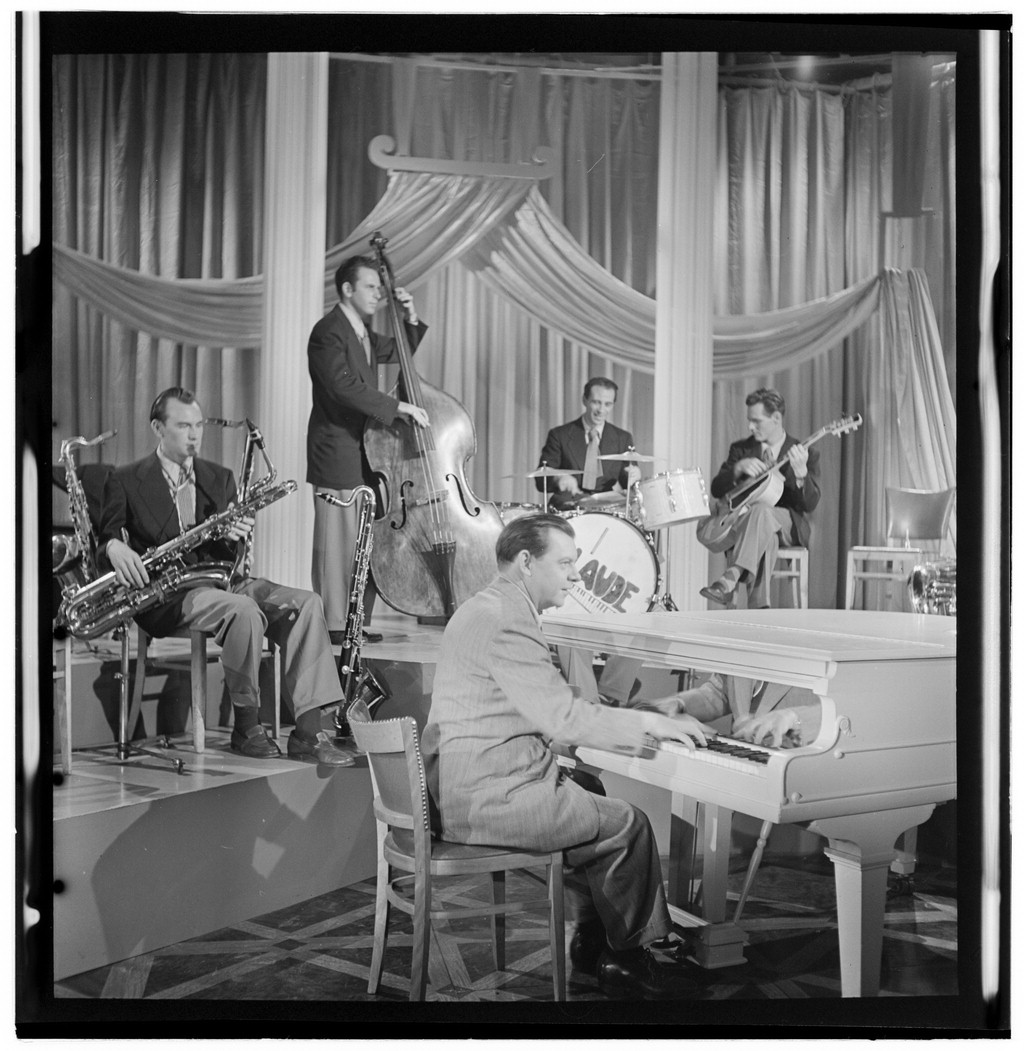
Micky Folus, Joe Shulman, Claude Thornhill, Billy Exiner und Barry Galbraith (von links), Columbia Pictures Studio, bei den Aufnahmen zum Film Beautiful Doll, New York City, ca. September 1947. Foto: Bill Gottlieb

Joseph "Joe" Shulman (* 12. September 1923 in New York City; † 2. August 1957 ebenda) war ein US-amerikanischer Jazz-Bassist. Er spielte mit Miles Davis auf Birth of the Cool.
Joe Shulman war Autodidakt. Er spielte zunächst 1940 bei Johnnie Scat Davis, 1942 bei Les Brown, in der Army Air Force Band von Glenn Miller von 1943 bis 1944, dann 1946 bei Buddy Rich und 1947 bei Claude Thornhill. Arrangeur bei Thornhill war in dieser Zeit Gil Evans. Durch ihn stieß er zu den Metronome All Stars von Miles Davis und war an den Aufnahmen der Formation von 1949 bis 1950 beteiligt, die später unter dem Titel Birth of the Cool erscheinen sollen.
Außerdem war Shulman mit Peggy Lee und Dave Barbour auf 1948 und 1950 auf Tournee, arbeitete mit Lester Young zusammen und spielte ab 1951 im Trio mit Barbara Carroll, die er 1954 heiratete. Er starb mit 33 Jahren an einem Herzanfall während eines kurzen Urlaubs.

## Auswahldiskographie
- Miles Davis: Birth of the Cool (Capitol, 1949–50)
- Claude Thornhill: Tapestries (Affinity, 1937–47), Snowfall (Fresh Sound, 1949)
- Claude Thornhill: The Real Birth of the Cool (The Jazz Factory, 1948)
- Lester Young: Lester Young And the Piano Giants (Verve, 1946–56), The Complete 1936-1951 Small Group Sessions (Blue Moon)